# Carbobystrita
La carbobystrita és un mineral de la classe dels silicats que pertany al grup de la cancrinita. El seu nom fa referència a la seva relació amb la bystrita (Na₇Ca(Al₆Si₆O₂₄)S²⁻Cl⁻) i el rol essencial del (CO₃) en el compost. És l'anàleg de carbonat, sodi i deficient en potassi de la bistrita.

## Característiques
La carbobystrita és un silicat de fórmula química Na₈(Al₆Si₆O₂₄)(CO₃)·4H₂O. Cristal·litza en el sistema trigonal. La seva duresa a l'escala de Mohs és 6.
L'exemplar que va servir per a determinar l'espècie, el que es coneix com a material tipus, es troba conservat al: Museu Mineralògic Fersmann de l'Acadèmia Russa de les Ciències (Moscou), nombre de catàleg #3836.
Segons la classificació de Nickel-Strunz, la carbobystrita pertany a «09.FB - Tectosilicats sense H₂O zeolítica amb anions addicionals» juntament amb els següents minerals: afghanita, bystrita, cancrinita, cancrisilita, davyna, franzinita, giuseppettita, hidroxicancrinita, liottita, microsommita, pitiglianoïta, quadridavyna, sacrofanita, tounkita, vishnevita, marinellita, farneseïta, alloriïta, fantappieïta, cianoxalita, balliranoïta, depmeierita, kircherita, bicchulita, danalita, genthelvita, haüyna, helvina, kamaishilita, lazurita, noseana, sodalita, tsaregorodtsevita, tugtupita, marialita, meionita i silvialita.

## Formació i jaciments
La carbobystrita va ser descoberta a la Mina a cel obert Koashva, al Massís de Khibini (óblast de Múrmansk, Rússia) a partir de pegmatita hiperagpaítica zonificada en un cos d'ijolita-urtita a prop del seu contacte amb roques d'apatita-nefeina i aparentment cristal·litzades a partir de la fosa que forma la pegmatita peralkalina residual o solució.